# Олександрівка (Лиманська міська громада)
Олекса́ндрівка — село в Україні, у Лиманській міській територіальній громаді Донецької області. У селі мешкає 499 людей.

## Населення

### Мова
Розподіл населення за рідною мовою за даними перепису 2001 року:
| Мова            | Кількість | Відсоток |
| --------------- | --------- | -------- |
| українська      | 358       | 71.74%   |
| російська       | 52        | 10.42%   |
| білоруська      | 3         | 0.61%    |
| інші/не вказали | 86        | 17.23%   |
| Усього          | 499       | 100%     |